# 1186
El 1186 (MCLXXXVI) fou un any comú començat en dimecres del calendari julià.

## Esdeveniments
- L'Imperi Romà d'Orient reconeix la independència de Bulgària i Sèrbia.[1][2]
- 27 de gener - Constança de Sicília es casa amb Enric (el futur Enric VI, emperador del Sacre Imperi Romanogermànic).[3][4] John the Chanter esdevé bisbe d'Exeter.